# Diocesi di Mirepoix

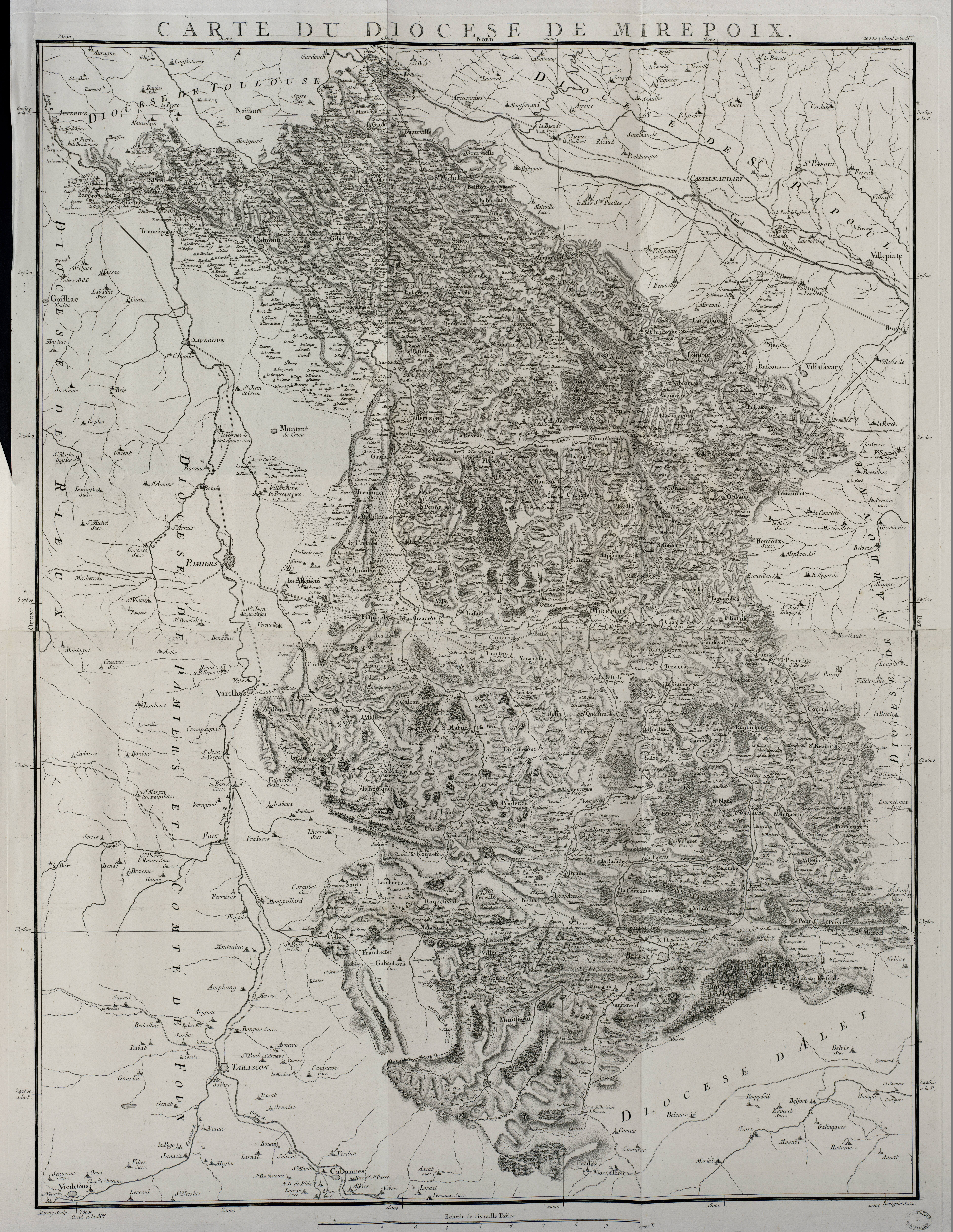
Mappa della diocesi di Mirepoix nel 1781.

La diocesi di Mirepoix (in latino: Dioecesis Mirapicensis) è una sede soppressa della Chiesa cattolica.

## Territorio
La diocesi comprendeva parte della Linguadoca. Confinava a nord con l'arcidiocesi di Tolosa, ad est con la diocesi di Saint-Papoul e l'arcidiocesi di Narbona, a sud con la diocesi di Alet, e ad ovest con le diocesi di Pamiers e di Rieux.
Sede vescovile era la città di Mirepoix nell'attuale dipartimento dell'Ariège, dove fungeva da cattedrale l'attuale chiesa di San Maurizio.
Nel 1679 la diocesi comprendeva circa 120 parrocchie.

## Storia
Risale al XII secolo la costruzione della chiesa parrocchiale di San Maurizio di Mirepoix, che divenne ben presto un priorato sottomesso all'autorità degli abati di San Vittore di Marsiglia.
Il priorato fu eretto in diocesi da papa Giovanni XXII il 26 settembre 1317 con la bolla Salvator noster. Nel febbraio 1318 il papa definì i confini della nuova diocesi alla quale assegnò 154 parrocchie dell'arcidiocesi di Tolosa, di cui Mirepoix divenne suffraganea.
Fu soppressa in seguito al concordato con la bolla Qui Christi Domini di papa Pio VII del 29 novembre 1801 e il suo territorio incorporato in quello della diocesi di Carcassonne ed in parte in quello dell'arcidiocesi di Tolosa.
Dall'11 marzo 1910 ai vescovi di Pamiers è stato concesso di portare il titolo di vescovi di Mirepoix.

## Cronotassi dei vescovi
- Raymond Atton d'Auterive † (17 febbraio 1318 - 4 dicembre 1325 deceduto)
- Jacques Fournier † (3 marzo 1326 - 18 dicembre 1327 dimesso, poi eletto papa con il nome di Benedetto XII)
- Pierre de Piret, O.P. † (19 dicembre 1327 - 19 agosto 1348 deceduto)
- Jean de Cojordan † (23 gennaio 1329 - 9 ottobre 1361 deceduto)
- Arnaud de Villars † (17 dicembre 1361 - 5 luglio 1363 nominato vescovo di Alet)
- Pierre-Raymond de la Barrière, C.R.S.A. † (5 luglio 1363 - 22 aprile 1377 nominato vescovo di Autun)
- Guillaume de Prohinis † (3 luglio 1377 - 29 settembre 1377 deceduto)
- Arnaud de La Trémoille † (4 dicembre 1377 - 24 ottobre 1394 deceduto)
- Bertrand de Maumont † (4 novembre 1394 - 9 febbraio 1405 nominato vescovo di Lavaur)
- Guillaume du Puy † (18 settembre 1405 - 9 novembre 1432 dimesso)
- Jourdain d'Aure, O.S.A. † (26 luglio 1433 - 18 aprile 1440 nominato vescovo di Couserans)
  - Guillaume d'Estouteville † (18 aprile 1440 - 17 maggio 1441 dimesso) (amministratore apostolico)
- Eustache de Lévis † (17 maggio 1441 - 1463 deceduto)
- Jean de Lévis † (1º settembre 1463 - 20 maggio 1467 nominato vescovo di Lescar)
- Scipion Damián † (22 maggio 1467 - 1469 deceduto)
- Élie Rinart † (13 febbraio 1470 - 1475 deceduto)
- Gabriel du Mas † (5 aprile 1475 - 15 marzo 1486 nominato vescovo di Périgueux)
- Jean d'Espinay † (15 marzo 1486 - 4 novembre 1493 nominato vescovo di Nantes)
- Guillaume Gueghen † (4 novembre 1493 - 1497 ?)
- Philippe de Lévis † (22 maggio 1497 - 1537 deceduto)
- David Beaton † (5 dicembre 1537 - 29 maggio 1546 deceduto)
- Claude de la Guiche † (17 agosto 1547 - 1553 dimesso)
- François de la Guiche † (3 aprile 1553 - 9 aprile 1553 deceduto)[2]
  - Innocenzo Ciocchi del Monte † (3 aprile 1553 - 16 settembre 1555) (amministratore apostolico)
- Jean Suau † (20 dicembre 1555 - 1559 dimesso)
- Pierre de Villars il Vecchio † (31 gennaio 1561 - 9 maggio 1575 nominato arcivescovo di Vienne)
- Pierre de Villars il Giovane † (9 maggio 1575 - 1587 dimesso)[3]
- Pierre Bonzom de Donnaud, O.S.B.Clun. † (11 settembre 1587 - 4 luglio 1630 deceduto)
- Louis de Nogaret de La Valette † (4 luglio 1630 succeduto - 1655 dimesso)
- Louis-Hercule de Lévis de Ventadour † (25 ottobre 1655 - 6 gennaio 1679 deceduto)
- Pierre de La Broue † (17 luglio 1679 - 20 settembre 1720 deceduto)
- François-Honoré Casaubon de Maniban † (10 settembre 1721 - 8 febbraio 1730 nominato arcivescovo di Bordeaux)
- Jean-François Boyer, C.R. † (11 dicembre 1730 - 4 maggio 1737 dimesso)
- Jean-Baptiste de Champflour † (20 dicembre 1737 - 6 febbraio 1768 deceduto)
- François Tristán de Cambón † (20 giugno 1768 - 20 novembre 1791 deceduto)
  - Sede vacante (1791-1801)
  - Sede soppressa